# Kirył Wiarhiejczyk
Kirył Wiarhiejczyk (biał. Кірыл Вяргейчык; ur. 23 sierpnia 1991 w Mińsku) – białoruski piłkarz grający na pozycji napastnika.

## Kariera klubowa
| Sezon | Klub                | Kraj     | Rozgrywki        | Mecze | Bramki |
| ----- | ------------------- | -------- | ---------------- | ----- | ------ |
| 2008  | Szachcior Soligorsk | Białoruś | Wyszejszaja liha | 0     | 0      |
| 2009  | Szachcior Soligorsk | Białoruś | Wyszejszaja liha | 0     | 0      |
| 2010  | Szachcior Soligorsk | Białoruś | Wyszejszaja liha | 4     | 0      |
| 2011  | Szachcior Soligorsk | Białoruś | Wyszejszaja liha | 15    | 1      |
| 2012  | Szachcior Soligorsk | Białoruś | Wyszejszaja liha | 3     | 0      |
| 2012  | Tarpeda Żodzino     | Białoruś | Wyszejszaja liha | 11    | 2      |